# Иснауда (село)
И́снауда (латыш. Isnauda) — населённый пункт в Лудзенском крае Латвии. Входит в состав Иснаудской волости. Находится на левом берегу реки Иснауда. Расстояние до города Лудза составляет около 5 км. Рядом с селом проходит европейский маршрут E 22.
По данным на 2017 год, в населённом пункте проживал 31 человек. Парк села Иснауда является объектом культурного наследия местного значения.

## История
В советское время, с 1949 по 1988 год, населённый пункт был центром Иснаудского сельсовета Лудзенского района.